# 第124師団 (日本軍)
第124師団（だいひゃくにじゅうよんしだん）は、大日本帝国陸軍の師団の一つ。太平洋戦争末期に満洲で編成され、ソ連対日参戦時には東部正面の最前線部隊として戦った。

## 沿革
大東亜戦争（太平洋戦争・第二次世界大戦）末期、多くの師団が満洲から南方戦線と本土決戦準備などに転用されたことに伴い、満洲防衛強化を目的として1945年（昭和20年）1月16日に軍令陸甲下令により、第121・第122・第123・第124・第125・第126・第127・第128師団の8個師団の編成が発令された。 
第124師団は、第1・第2・第11国境守備隊などの差出人員や朝鮮半島へ転出した第111師団の残留者を基幹に編成され、同年3月30日に編成を完結した。第5軍に編入され、牡丹江正面の国境警備を担当した。当初の編制では砲兵連隊の代わりに小規模の師団砲兵隊を有し、定員12500人であった。同年7月に国境守備隊の差出人員・機材により師団砲兵隊を野砲兵第116連隊へ改編し、隷下歩兵連隊の人員を集成して師団挺進大隊を新設した。最終時の編制定員は約15000人で、現地応召者や朝鮮人日本兵4000人以上を受け取って人員はほぼ完全充足状態に達していた。人数こそ十分でも装備は不足で、砲兵連隊は四一式山砲・九〇式野砲・15cm榴弾砲の混成で、合計24門であった。歩兵砲も各歩兵連隊に通常の半数にあたる歩兵砲中隊（連隊砲・速射砲各2門）があるだけで、機関銃以下や弾薬の不足、人員の練度の低さも総合すると、常備師団である第12師団と比べ35%程度の戦力と見積もられていた。
1945年8月9日、ソ連対日参戦の際には、日本第5軍の第一線兵団として国境から80km後方の東満省穆棱県西方に主力を配置し、ソ連軍第1極東戦線の主攻部隊を迎撃した。師団は野戦重砲兵第20連隊・牡丹江重砲兵連隊・東寧重砲兵連隊第6中隊・迫撃砲第13大隊など砲兵（定数合計60門余）や独立速射砲第31大隊・工兵2個大隊などの配属を受けたほかは、ほとんど独力でソ連第5軍（12個歩兵師団・5個戦車旅団基幹）に立ち向かうことになった。開戦と同時に国境地帯の前哨陣地が奇襲攻撃を受け、8月12日には師団主力が布陣する穆棱西側へもソ連軍の総攻撃を受けた。他の師団から送られた増援部隊若干とともに善戦をするも、13日夜半には瀬尾歩兵第273連隊長が戦死するなど第一線歩兵陣地が突破され陣内戦闘へ移行、全滅する陣地が続き、14日夕刻には師団内通信もほぼ不通となり師団の統一指揮が困難な状態に陥った。椎名師団長は玉砕を期して夜戦による切り込み戦闘準備を発令し、15日を目途に司令部も斬込み全滅を覚悟したが、玉音放送を受信したため攻撃を延期した。

無線通信による状況確認を受け、残存部隊主力は吉林省敦化県（現・中華人民共和国吉林省延辺朝鮮族自治州敦化市）方向へ後退。その後GHQの一般命令第一号に基づき満洲駐留の帝國陸軍部隊はソ連赤軍に降伏せよとの軍令を受け、寧安県付近でソ連軍と交渉し、8月23日に武装解除された。
生き残った将兵はシベリア抑留を受けた。戦死者及びシベリア抑留による死者を合わせると、4000人程度が死亡したと推定される。

## 師団概要

### 歴代師団長
- 椎名正健 中将：1945年（昭和20年）1月10日 - 終戦[7]

### 参謀長
- 岩崎豊晴 中佐：1945年（昭和20年）1月25日 - 終戦[8]

### 最終司令部構成
- 参謀長：岩崎豊晴大佐
  - 参謀：河野祐教少佐

### 最終所属部隊
- 歩兵第271連隊（仙台）：安土武比古大佐
- 歩兵第272連隊（会津若松）：石川栄治大佐
- 歩兵第273連隊（山形）：瀬尾浩大佐
- 野砲兵第124連隊：瀧波幸助大佐。ただし、中山（1990年）によれば野砲兵第116連隊[1]。
- 第124師団挺進大隊
- 第124師団通信隊
- 第124師団工兵隊
- 第124師団輜重隊
- 第124師団兵器勤務隊